# Олійник Віталій Іванович
Віта́лій Іва́нович Олі́йник (1995—2022) — друг «Оскар», молодший сержант окремого загону спеціального призначення НГУ «Азов», учасник російсько-української війни, що трагічно загинув під час російського вторгнення в Україну в 2022 році.

## Життєпис
Народився в селі Любомирка Чечельницького району (нині Гайсинський район) Вінницької області. Згодом сім'я переїхала в село Ольгопіль, де Віталій навчався в місцевій школі.
Закінчив геолого-географічний факультет Одеського національного університету імені І. І. Мечникова (2017).  
Бувши студентом, вступив до одеської організації «Патріот України», брав участь у Революції гідності на Майдані, потім у подіях 2 травня 2014 року в Одесі (пожежа в Будинку профспілок).
На початку 2018 року долучився до ОЗСП НГУ «Азов», увійшов до складу гаубичного артилерійського дивізіону. Починав рядовим солдатом, згодом став командиром обслуги. Учасник боїв на Світлодарській дузі, за його розрахунками знищено російський радіолокаційний комплекс «Зоопарк-1». 
26 березня 2022 року під час виконання бойового завдання зазнав поранень, несумісних з життям.

## Нагороди
- Орден «За мужність» III ступеня (2022, посмертно) — за особисту мужність і самовіддані дії, виявлені у захисті державного суверенітету та територіальної цілісності України, вірність військовій присязі, зразкове виконання службового обов'язку.

## Вшанування пам'яті
Біографічну статтю про Віталія Олійника вміщено в меморіальному виданні «Янголи Маріуполя» (Вінниця, 2025).